# Präsidentschaftswahl im Iran 1980

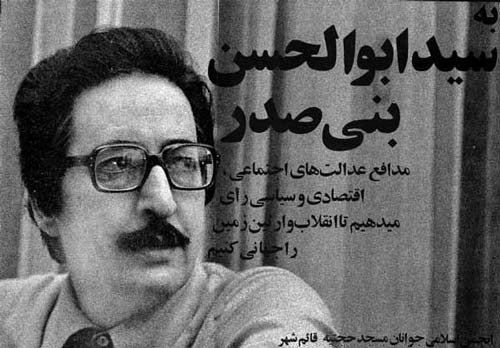
Wahlsieger Abū l-Hasan Banīsadr

Die iranischen Präsidentschaftswahlen 1980 fanden am 25. Januar 1980 statt.
Die Wahlen waren die ersten Präsidentschaftswahlen des Iran nach der islamischen Revolution und dem Sturz des Schahs, Mohammad Reza Pahlavi. 
96 Kandidaten standen zur Wahl; 20.993.643 Iraner waren wahlberechtigt. Bei einer Wahlbeteiligung von 67,4 % wurde Abū l-Hasan Banīsadr zum Präsidenten gewählt.

## Ergebnis
|                      | Stimmen    | Prozent |
| -------------------- | ---------- | ------- |
| Abū l-Hasan Banīsadr | 10.709.330 | 75,6 %  |
| Ahmad Madani         | 2.224.554  | 15,71 % |
| Hassan Habibi        | 474.859    | 3,35 %  |
| Dariusch Foruhar     | 133.478    | 0,94 %  |
| Sadegh Tabatabai     | 114.776    | 0,81 %  |
| Kazem Sami           | 89.270     | 0,63 %  |
| Sadegh Ghotbzadeh    | 48.547     | 0,34 %  |
| Gesamt               | 14.152.887 | 100 %   |